# Saint-Laurent-d'Olt
Saint-Laurent-d'Olt is een gemeente in het Franse departement Aveyron (regio Occitanie) en telt 619 inwoners (1999). De plaats maakt deel uit van het arrondissement Millau.

## Geografie
Saint-Laurent-d'Olt ligt aan de Lot, tussen de Aubrac in het noorden en de Grand Causses in het zuiden.
De oppervlakte van Saint-Laurent-d'Olt bedraagt 28,7 km², de bevolkingsdichtheid is 21,6 inwoners per km².
De onderstaande kaart toont de ligging van Saint-Laurent-d'Olt met de belangrijkste infrastructuur en aangrenzende gemeenten.

## Demografie
Onderstaande figuur toont het verloop van het inwonertal (bron: INSEE-tellingen).
Vanwege een beveiligingsprobleem met de MediaWiki Graph-software is het momenteel niet mogelijk deze grafiek weer te geven. Zodra de software is bijgewerkt zal de grafiek vanzelf weer zichtbaar worden.